# 존스 홉킨스 의과대학
존스 홉킨스 의학대학원(Johns Hopkins School of Medicine)은 메릴랜드주 볼티모어에 위치한 존스 홉킨스 대학교 소속 의학대학원으로, 미국은 물론 세계적으로 가장 유명한 의학대학원 중 하나이다. '현대 의학의 아버지'로 불리는 윌리엄 오슬러가 존스 홉킨스 의과대학 및 존스 홉킨스 병원 설립에 큰 영향을 끼쳤다. 존스 홉킨스 병원과 연계된 본 의과대학은, 블룸버그 공중보건대학과 존스 홉킨스 간호대학이 위치한 동부 볼티모어 캠퍼스에 자리 잡고 있다.

## 명성과 랭킹
2012년도 U.S. News & World Report는 존스 홉킨스 의학대학원을 전미 2위로 기록하였다. 지난 수년간 미 국립보건원이 가장 많은 연구기금을 제공한 의학대학원이기도 하다. 본 의대 소속 병원인 존스 홉킨스 병원은 1992년부터 현재까지 20년 연속 미국 최고의 병원으로 부동의 1위자리를 놓치지 않고 있다. 또한 존스 홉킨스 의학대학원은 18명의 노벨 수상자를 배출하기도 하였다. 졸업생 웹사이트에 의하면 개교후 단 3명의 한국국적 보유자만이 의학대학원을 졸업하였다고 한다.
존스 홉킨스 의학대학원은 지원자들에게 학사학위를 요구한 첫 의과대학이며, 1910년 '볼티모어 여자 의과대학'와 통합하며 여성과 남성의 입학에 차별을 두지 않은 첫 의학대학원이기도 하다. 1998년 존스 홉킨스 싱가포르 국제의학센터 (JHS)가 설립되었다.
존스홉킨스병원은 21년 연속 미국 최고 의료기관으로 선정되며 미국 의료 및 의학교육의 산실이다. 노벨의학상 수상자 15명 배출했고 종업원 수는 4만 명으로 메릴랜드주 민간기업 중 최대 고용 수준이다.

## 같이 보기
- 존스 홉킨스 병원
- 존스 홉킨스 대학교